# Dale (Chadia Rodríguez)
Dale è il singolo di debutto della rapper italiana Chadia Rodríguez, pubblicato il 20 aprile 2018. Una versione remix è stata inclusa nell'EP di debutto Avere 20 anni.

## Tracce
1. Dale – 4:12